# 岩井水海道バイパス
- 日本の道路 > 一般国道 > 国道354号 > 岩井水海道バイパス

岩井水海道バイパス（いわいみつかいどうバイパス）は、茨城県の坂東市から常総市までを結ぶ国道354号バイパスである。
坂東市、常総の各市街地の混雑緩和の目的で作られた。区域内に有料道路区間を含むため、2024年現在で現道側も国道指定が継続されている。

## 概要
- 起点 茨城県坂東市馬立870番3（馬立交差点）
- 終点 茨城県常総市相野谷町字四ツ谷東4214番地先（相平橋西交差点）
- 全長 9.8km (内、水海道有料道路 2.7km )[1]
- 道路幅員 25.0m
- 車線数 暫定2車線（一部4車線）
- 車線幅員 3.5m

## 沿革
- 1993年（平成5年）8月12日：水海道市小山戸町（茨城県道357号谷和原下館線） - 水海道市相野谷町（国道294号常総バイパス）のバイパス道路を新設する道路区域が決定する[2]。
- 1995年（平成7年）10月19日：岩井市大字大口 - 水海道市小山戸町のバイパス区間を新設する道路区域が決定する[3]。
- 1997年（平成9年）8月7日：水海道市豊岡町（茨城県道134号鴻野山豊岡線） - 同市相野野町（常総バイパス）が水海道有料道路の一部区間が開通[4]。
- 2001年（平成13年）5月1日：岩井市馬立（起点） - 岩井市幸神平（つくばハイテクパークいわい）間（約1.1km）が開通する[5]。
- 2003年（平成15年）4月3日：岩井市幸神平（つくばハイテクパークいわい） - 岩井市大字猫実（東中学校前）間（約1.7km）が開通する[6]。
- 2005年（平成17年）2月4日：岩井市大字猫実（東中学校前） - 水海道市豊岡町（茨城県道58号取手豊岡線） - 同市同町（県道134号）間（約4.1km）が開通。これにより水海道有料道路の全線が開通する[7]。

## 接続バイパス
岩井バイパス - 岩井水海道バイパス - （谷和原・学園通り） - 谷田部バイパス